# إيفيلين يانيف
إيفيلين يانيف هو لاعب كرة قدم بلغاري في مركز الدفاع، ولد في 23 نوفمبر 1981 في بورغاس في بلغاريا. لعب مع او في سي سليفن 2000 ونادي تشيرنو مور فارنا ونادي لوكوموتيف صوفيا.